# Cai Chongguo
Pour les articles homonymes, voir Cai.
Dans ce nom chinois, le nom de famille, Cai, précède le nom personnel.
Œuvres principales
J'étais à Tien An Men
Cai Chongguo (chinois : 蔡崇国) est un écrivain chinois né en 1955 à Wuhan en Chine, et exilé en France après les manifestations de la place Tian'anmen de 1989, et installé à Hong Kong depuis 2009.

## Biographie
Cai Chongguo est né à Wuhan en 1955, où il fut d'abord paysan dans le cadre de la Révolution culturelle puis ouvrier, avant de devenir professeur de philosophie.
Lors des manifestations de la place Tian'anmen, il est présent à Pékin le 4 juin 1989, où « l’Armée du peuple a tiré sur le peuple ». « J’ai vu, de mes yeux vu, les chars reculer sur les cadavres qu’ils avaient écrasés, une fille avec une robe bleue — je m’en souviendrai toujours — et un garçon vêtu de vert. ».
Âgé de 34 ans il est doctorant en philosophie à l'université de Wuhan où prévenu qu'il est en danger, il embarque à Shenzhen pour Hongkong avec un ami sur un chalutier. Les garde-côtes chinois l'arraisonnent, et il plonge dans la mer avec son ami. Ils mettront quatre heures à regagner le rivage où ils sont découverts par l'équipe chargée de les exfiltrer, grâce à l'opération Yellow Bird, qui les confie à un garde-côte chinois complice. Cai Chongguo arrive à Paris le 14 juillet 1989 au matin. Il est accueilli à l'aéroport par des sinologues et des policiers en armes et est amené sous escorte dans le gîte où se trouve une dizaine d'autres exfiltrés, dont Wuer Kaixi, Yan Jiaqi et Wan Runnan. Il est accueilli l'après-midi avec eux dans une tribune autour de la place de la Concorde pour le défilé du Bicentenaire de la Révolution. On leur cède les sièges prévus pour les officiels chinois, mais ni François Mitterrand, ni aucun ministre ne s'affiche à leur côté. Pierre Bergé offrit aux étudiants chinois la Maison chinoise de la démocratie, un espace au 21 de la rue de Tournon. Les dissidents créent leur revue officielle, Minzhu Zhongguo (« Chine démocratique »), dont Cai Chongguo est le rédacteur en chef. Cai Chongguo est un des rares à s'installer en France avec Zhang Lun, qui passa sa thèse sous la direction du sociologue Alain Touraine.
Il devint connu dans le monde du syndicalisme pour son combat en faveur de la classe ouvrière en Chine. À ce titre, il fut invité à la fête de Lutte ouvrière en 2007.
Cai fut aussi responsable de l'antenne française du Mouvement pour la démocratie en Chine.
Cai Chongguo a également étudié la Censure de l'Internet en République populaire de Chine.
Cai Chongguo est le rédacteur en chef du China Labour Bulletin et s'est exprimé sur un blog : Le journal d’un Chinois de 2006 a 2009.
En 2009, il est retourné à Hong Kong, où il vit et travaille, sans être autorisé à se rendre en Chine continentale.

## Œuvres
- Chine, l'envers de la puissance, Mango Document, 2005,  (ISBN 2914353626)
- J'étais à Tien An Men, préface de Marie Holzman, Esprit Du Temps, 2009,  (ISBN 2847951636)
- Etudiants chinois : Qui sont les élites de demain ? avec Aurore Merle et Michael Sztanke, 2006, Éditions Autrement,  (ISBN 2746708329)
- Qui sont les chinois et comment ils nous voient, Max Milo, 2008,  (ISBN 2353410421)